# Yilan (xiàn)
Yilan is een arrondissement (xiàn) in Taiwan. Het arrondissement Yilan telde in maart 2009 460.908 inwoners op een oppervlakte van 2144 km².